# Nymphon lomani
Nymphon lomani is een zeespin uit de familie Nymphonidae. De soort behoort tot het geslacht Nymphon. Nymphon lomani werd in 1944 voor het eerst wetenschappelijk beschreven door Gordon. 